# فيضانات كوازولو ناتال 2022
فيضانات كوازولو ناتال 2022 في أبريل 2022 أدت أيام من الأمطار الغزيرة عبر كوازولو ناتال في جنوب شرق جنوب إفريقيا إلى فيضانات قاتلة. وكانت المناطق الواقعة في ديربان وما حولها من أشد المتضررين بشكل خاص. توفي ما لا يقل عن 435 شخصًا في جميع أنحاء المقاطعة، مع فقد عدد غير معروف من الأشخاص حتى 22 أبريل. تضررت أو دمرت عدة آلاف من المنازل. كما تأثرت البنية التحتية الحيوية، بما في ذلك الطرق الرئيسية والنقل والاتصالات والأنظمة الكهربائية بالفيضانات، وأدى هذا الضرر إلى إعاقة جهود الإنعاش والإغاثة بشكل كبير. تعد واحدة من أكثر الكوارث الطبيعية فتكًا بالبلاد في القرن الحادي والعشرين، والأكثر فتكًا بالعاصفة منذ فيضانات عام 1987. تسببت الفيضانات في تدمير أكثر من 17 مليار راند (1.57 مليار دولار أمريكي) في البنية التحتية. تم إعلان حالة الكوارث الوطنية.